# HMS Glatton
HMS Glatton førtes under Slaget på Reden af kaptajn William Bligh, der også kendes fra mytteriet på HMAV Bounty i Stillehavet nogle år forinden.
| Historie | Spire Denne historieartikel er en spire som bør udbygges. Du er velkommen til at hjælpe Wikipedia ved at udvide den. |

| Vandsport/vandtransport | Spire Denne vandsports- eller vandtransportsartikel er en spire som bør udbygges. Du er velkommen til at hjælpe Wikipedia ved at udvide den. |